# Eudasyphora dasyprosterna
Eudasyphora dasyprosterna är en tvåvingeart som beskrevs av Fan och Qian 1992. Eudasyphora dasyprosterna ingår i släktet Eudasyphora och familjen husflugor. Inga underarter finns listade i Catalogue of Life.